# Brassaiopsis moumingensis
Brassaiopsis moumingensis là một loài thực vật có hoa trong Họ Cuồng cuồng. Loài này được (Y.R.Ling) C.B.Shang mô tả khoa học đầu tiên năm 1985.